# 前663年
| 千纪： | 前1千纪 |
| 世纪： | 前8世纪 \| 前7世纪 \| 前6世纪 |
| 年代： | 前690年代 \| 前680年代 \| 前670年代 \| 前660年代 \| 前650年代 \| 前640年代 \| 前630年代                                                                                         |
| 年份： | 前668年 \| 前667年 \| 前666年 \| 前665年 \| 前664年 \| 前663年 \| 前662年 \| 前661年 \| 前660年 \| 前659年 \| 前658年                                                           |
| 纪年： | 周惠王十四年 魯莊公三十一年 齊桓公二十三年 晉献公十四年 秦成公元年 宋桓公十九年 楚成王九年 衛懿公六年 陳宣公三十年 蔡穆侯十二年 曹僖公八年 郑文公十年 燕庄公二十八年 杞德公十年 |

## 大事记
- 山戎攻打燕國，燕向齊求救，齊桓公派兵救燕。[1][2]
- 夏季六月，齊桓公送給魯國討伐山戎的戰利品，孔子評為不合禮法，凡諸侯有討伐四夷之功，應該獻給周天子才對。[3]
- 入侵埃及的亞述軍隊揮師南下，火燒、洗劫了底比斯。